# Пшада
Пша́да — село в Краснодарском крае. Административный центр Пшадского сельского округа муниципального образования город-курорт Геленджик.

## География
Селение расположено в южной части городского округа Геленджика, по обоим берегам реки Пшада. Находится в 33 км к юго-востоку от Геленджика, в 145 км к юго-западу от города Краснодар и в 12 км к востоку от побережья Чёрного моря.
Через село проходит федеральная автотрасса М4 «Дон» (Москва — Новороссийск). Через 1,5 км по трассе по направлению к Геленджику начинается ответвление дороги в сторону моря, проходящее через село Береговое, далее через село Криница и оканчивающееся в хуторе Бетта.
Граничит с населёнными пунктами: Михайловский Перевал и Широкая Пшадская Щель на северо-западе, Береговое на юге и Текос на юго-востоке.
Населённый пункт расположен в отрогах южного склона Главного Кавказского хребта и со всех сторон окружён горными грядами, со смешанным густым лесом. Средние высоты на территории села составляют около 125 метров над уровнем моря. Наивысшей точкой в окрестностях села является гора Облего (747 м).
Гидрографическая сеть в основном представлена рекой Пшада. В районе села в него впадает множество ручьёв образующих узкие ущелья, называемые щелью и приставляемые к названиям речек. К юго-западу от села река Пшада принимает свой крупнейший правый приток — Догуаб.
Климат на территории села классифицируется как средиземноморский (сухие субтропики). По другим данным климат местности является переходным от умеренного к субтропическому. Среднегодовая температура воздуха составляет около +12,5°С, при среднегодовом количестве осадков в 900 мм. Наибольшее количество осадков выпадает в зимний период.

## Этимология
Название села происходит от реки Пшада, в долине которой населённый пункт и расположен. Гидроним имеет адыго-абхазское происхождение, однако общепризнанного перевода нет. 
По наиболее признанной версии, название Пшада происходит от адыгского пшъэдэ — «лещина» (лесной орех). В пользу данной версии выступает то, что лещина в долине реки произрастает в большом количестве. По другой версии гидроним восходит к адыгскому пщэды — «окутанное туманом (место)», от пщэ — «облако, туман» и ды — «застилать». 
Некоторые выводят топоним от абхазского апшада — «безветренный». Однако данный перевод сомнителен, так как через Пшадский перевал часто спускаются сильные ветры с северного склона ГКХ, а морские ветры дующие с юга находя естественную преграду задерживаются в долине реки Пшада, что типично для всего причерноморского побережья Краснодарского края. Кроме того гидроним лишён аффикса.

## История
До завершения Кавказской войны долина реки Пшада была заселена черкесскими аулами, которые оказались заброшены в ходе масштабного общечеркесского мухаджирства.
С 1 мая по 1 сентября 1864 года, на пространстве от Геленджика до реки Туапсе были поселены 12 станиц Шапсугского берегового батальона, в состав которого входила и станица Пшадская. Первыми переселенцами были 17 семей нижних чинов из округов Черноморского казачьего войска и 6 семей женатых солдат.
В 1870 году станица Пшадская была перечислена в гражданское ведомство, а её жители пополнили население Черноморского округа.
В 1887-1893 годах проходит вторая волна переселенцев. Кроме русских, в село общинами заселяются греки, чехи, армяне и молдаване, которые преимущественно занимались табаководством и разведением виноградников.
В 1910 году в селе было открыто Пшадское кредитное товарищество, а в 1913 году открыта церковно-приходская библиотека религиозно-нравственного содержания с сельскохозяйственным отделом.
В начале 1925 года селение Пшада было избрано административным центром новообразованного Пшадского сельсовета Геленджикского района Черноморского округа.
В 1934-1937 годах село находилось в составе Фальшиво-Геленджикского сельского совета Геленджикского района Азово-Черноморского края.
В 1937-1955 годах селение являлось центром Пшадского сельского Совета Геленджикского района Краснодарского края.
11 февраля 1963 года решением крайисполкома село вместе с Пшадским сельсоветом было передано в состав Туапсинского района. В 1965 году Пшадский сельсовет возвращён в состав Геленджикского района, который позже был преобразован в Геленджикский горсовет.
С 10 марта 2004 года село является административным центром Пшадского сельского округа муниципального образования город-курорт Геленджик Краснодарского края.

## Население
| 2002 | 2010  |
| ---- | ----- |
| 2825 | ↘2686 |

Национальный состав
По данным Всероссийской переписи населения 2010 года:
| Народ    | Численность, чел. | Доля от всего населения, % |
| -------- | ----------------- | -------------------------- |
| русские  | 2 408             | 89,7 %                     |
| греки    | 93                | 3,5 %                      |
| украинцы | 47                | 1,7 %                      |
| другие   | 138               | 5,1 %                      |
| всего    | 2 686             | 100 %                      |

## Достопримечательности
Вблизи Пшады большое количество (около 70) дольменов — памятников эпохи неолита (III тысячелетие до н. э.), в районе одни из самых крупных дольменов в Краснодарском крае, до 4 м длиной. Есть и некоторые другие виды мегалитов. В числе других дольменов:
- Дольмен в посёлке Пшада — корытообразный, рядом пещера Череп.
- Группа дольменов в районе горы Цыганкова (26 ед.) различной конструкции.
- Дольмены левобережья реки Пшады (18 ед.).
- Дольмены правобережья реки Пшады (20 ед.) — в их числе 4 самых крупных, а также руины дольмена с отверстием в крыше и стилизованным изображением морды быка.

В верхнем течении реки Пшада находятся Пшадские водопады.